# Au service de la gloire
Pour plus de détails, voir Fiche technique et Distribution.
Au service de la gloire (What Price Glory) est un film américain muet, réalisé par Raoul Walsh, sorti en 1926.

## Synopsis
Pendant la guerre de 1914-1918, deux militaires américains sont envoyés en France et combattent dans les tranchées. Ils tombent amoureux de la même jeune femme.

## Fiche technique
- Titre original : What Price Glory
- Titre français : Au service de la gloire
- Réalisation : Raoul Walsh
- Scénario : James T. O'Donohoe, d'après la pièce "What Price Glory" de Maxwell Anderson et Laurence Stallings
- Intertitres : Malcolm Stuart Boylan
- Photographie : Barney McGill, John Marta, John Smith
- Musique : Erno Rapee
- Production : William Fox
- Société de production : Fox Film Corporation
- Société de distribution : Fox Film Corporation
- Pays de production :  États-Unis
- Langue originale : anglais
- Format : Noir et blanc - 35 mm - 1,37:1 - Film muet
- Genre : Comédie
- Durée : 116 minutes
- Date de sortie :
  - États-Unis : 23 novembre 1926

## Distribution
- Edmund Lowe : sergent Quirt
- Victor McLaglen : capitaine Flagg
- Dolores del Rio : Charmaine
- William V. Mong : "Cognac" Pete

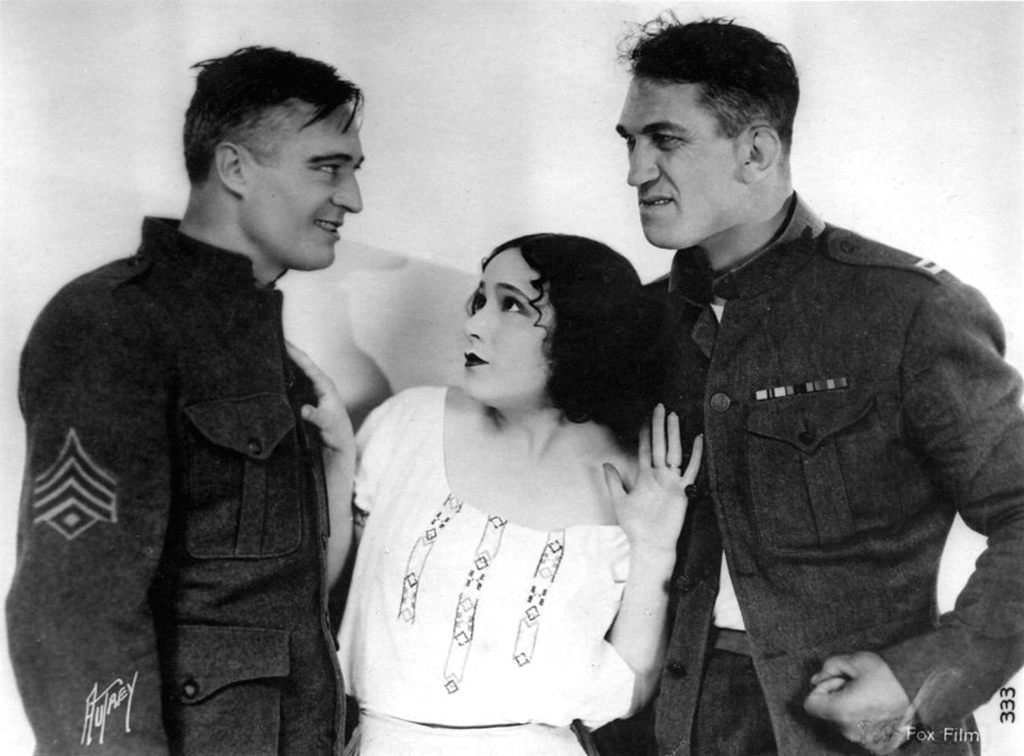
Edmund Lowe, Dolores del Rio et Victor McLaglen.

- Phyllis Haver : Shanghaï Mabel[1], Hilda de Chine[2]
- Elena Jurado : Carmen
- Leslie Fenton : lieutenant Moore
- Barry Norton : soldat Lewisohn
- Sammy Cohen : soldat Lipinsky
- Ted McNamara : soldat Kiper
- August Tollaire : le maire du village français
- Mathilde Comont : Camille, la cuisinière
- Patrick Rooney : Mulcahy
- J. Carrol Naish : un soldat français

et (à confirmer)
- Betty Stockfeld

## Musique du film
- Charmaine : musique de Erno Rapee et Lew Pollack

## Autour du film
- Victor McLaglen et Edmund Lowe reprendront les mêmes personnages de "Flagg" et "Quirt" dans deux films de Raoul Walsh (The Cock-Eyed World en 1929, et Women of All Nations en 1931) et dans "Fille de feu" (Hot Pepper), un film de John G. Blystone en 1933.
- John Ford a filmé quelques scènes de guerre d'Au service de la gloire, sans être crédité au générique[3]. En 1952, il en signera une nouvelle version, What Price Glory.